# Minija
De Minija is een 213 km lange rivier in Litouwen. Zij ontspringt in het oosten van het Samogitisch hoogland te zuiden van Telšiai. Zij stroomt in westelijke richting door meerdere meren tot zij in de buurt van Kartena naar het zuiden afbuigt en quasi evenwijdig aan de kust naar de Memel-delta stroomt, waar zij zelf in delta-vorm uitmondt in de Atmata.
Naar Litouwse normen heeft de Minija een groot verval: 180 m.
De Minija was met de haven van Klaipėda verbonden door het Koning-Wilhelm-kanaal.